# Luca Leoni
Luca Leoni (Bari, 1973) è un cantante italiano.

## Biografia
Nasce a Bari nel 1973, e all'età di 12 insieme a due amici forma la band Blasfemia, che esegue cover dei CCCP Fedeli alla linea e dei Diaframma.
Studia la chitarra e l'armonica a bocca e dal 1991 canto, al Conservatorio di Bari. Poi entra a far parte dei Velvet, con cui fa circa 350 concerti in 4 anni e nel 1992 vince il premio come gruppo tecnicamente più preparato da Anagrumba e supporta i Litfiba, Timoria e Ritmo tribale. Nel 1995 insieme a Luciano Massa forma il progetto Animetropolitane, con cui incide l'album omonimo, venduto in 3 000 copie, e fa 180 concerti in due anni.
Nel 1999 tramuta il progetto Animetropolitane in D-cue, con cui produce la canzone Lamette, inserita nel CD tributo alla cantante Donatella Rettore Tutti pazzi per rettore). Poi forma un nuovo progetto dal titolo Virtoilette, con il quale produce dei dischi e compilation. Nel 2003 inizia a lavorare al suo primo album da solista.
Nel 2005 esce il suo primo album da solista, dal titolo Io ballo fuori tempo, per l'etichetta Atlantic Records e per la Show Reel, anticipato dal singolo Ballo fuori tempo e seguito dal singolo Chris. L'album invece rimane quattro mesi nella classifica Music control.. Per pubblicizzare l'album, Leoni fa concerti in varie parti d'Italia.
Nel 2006 è tra i fondatori di Show Reel.
Nel 2007 esce il singolo Amore in chat, insieme a Platinette. Il video, che aggiunge i 3 milioni di visualizzazioni, è il primo video italiano ugc.. Partecipa inoltre a Sanremolab, con il singolo Chris. Nel 2010 esce il secondo album Armonico, contenente 12 tracce, preceduto dal singolo Mi sono accorto che. All'album è allegato un libretto contenente dodici storie scritte da vari autori, come Nicolai Lilin, Trio Medusa, Elena di Ciocio.
Nel 2011 scrive il format del programma radiofonico A tu per Gu con Guglielmo Scilla e (dal 2014 anche con il conduttore) canta anche la sigla su Radio DeeJay.
Dal 2014 è docente del corso Format per i new media all'Università Cattolica del Sacro Cuore.

## Discografia

### Album in studio
- 2005 – Io ballo fuori tempo
- 2010 – Armonico

### Singoli
- 2005 – Ballo fuori tempo
- 2005 – Chris
- 2007 – Amore in chat
- 2010 – Mi sono accorto che